# Нардол
Нардол (енгл. Nardole) измишљени је лик који је створио Стивен Мофат, а тумачио Мет Лукас у дуготрајној британској научнофантастичној телевизијској серији Доктор Ху. Он је сапутник Дванаестог Доктора, инкарнације ванземаљског путника кроз време познатог као Доктор, кога игра Питер Капалди. Нардол се првобитно појавио у божићном специјалу из 2015. године „Мужеви Ривер Сонг” као сапутник Ривер Сонг, пре него што се вратио у следећој епизоди „Повратак Доктора Мистерија”, поставши у међувремену Докторов сапутник, касније заједно са Бил Потс, која погрешно верује да је Нардол робот.
Нардол је хуманоидно ванземаљско биће из 54. века са кибернетичким умецима које припада хуманоидној колонији на планети Мендоракс Делора. Он је први ванземаљски пратилац обновљене серије и први у серији после више од 30 година. За разлику од већине пратилаца и упркос својим значајним вештинама као реформисани окорели злочинац, Нардол ретко има жељу да путује са Доктором и жели да остане на сигурном на Земљи у већини епизода. Ипак, понекад се меша у Докторове пустоловине, углавном против своје воље.

## Појављивања
Нардол је уведен у божићном специјалу из 2015. године „Мужеви Ривер Сонг” као послушник Докторове супруге Ривер Сонг (Алекс Кингстон). У току епизоде, он је обезглављен, а његова глава завршава као део тела киборга. У следећој божићној епизоди „Повратак Доктора Мистерија” (2016), Нардол се поново појављује као Докторов сапутник. Доктор је обновио Нардолово изворно тело, али није јасно да ли је Нардол сада киборг или чисто органски.
У десетом серијалу који прате два специјала, Нардол остаје Докторов помоћник. У првој епизоди серијала, „Пилот” (2017), њих двојица живе на универзитету у Бристолу, где Нардол покушао да задржи Доктора на његовој заклетви да ће чувати ванземаљски трезор испод универзитета. Забринут је због тога што је Доктор преузео Бил Потс (Перл Меки) као нову сапутницу, тврдећи да ће због ње напуштати свој положај. Нардол је на крају увучен у свемирску пустоловину са Доктором и Билом у епизоди „Кисеоник”. У наредним епизодама „Екстремис”, „Пирамида на крају света” и „Лаж Земље”, након приче у три епизоде, утврђено је да је Нардол дошао да помогне Доктору према упутствима Ривер Сонг пре него што је умрла, а он је свој задатак схватио као држање Доктора под контролом, до те мере да себе назива „јединим правно квалификованим да шутне Доктора у гузицу”. Званично се придружио Доктору пошто је овај положио заклетву да ће чувати другу Господарицу времена и највећег непријатеља, Миси (Мишел Гомез), хиљаду година. У истој причи, Нардол је за длаку избегао смртоносну бактеријску заразу због своје ванземаљске биологије и помаже Бил и Доктору да поврате слободну вољу на Земљу пошто су претећи ванземаљци „Монаси” преправили историју.
У неколико наредних епизода, Нардол у више наврата показује своју сналажљивост и прилагодљивост док се придружује Доктору и Бил на другим путовањима, чак и једном радећи са Миси на поправци ТАРДИС-а, пошто се вратио на Земљу са Нардолом у њему, док оставља Доктора и Бил на Марсу у викторијанско доба („Царица Марса”). У завршници серијала „Док је света и века”/„Докторов пад”, Докторова посада и Миси реагују на позив у помоћ на броду Мондазијанаца, што доводи до тога да је Бил погођена у срце и претворена у Кибержену, због махинације Мисине прошле инкарнације, Господара (Џон Сим). Они измичу канџама Киберљуди због Нардола који је заповедао шатлом, којим управља у вишим нивоима брода колоније. Брод је толико велик да постоји неколико симулираних села у облику соларних фарми са десетинама сељана. У борби са Киберљудима, Нардол у више наврата доказује свој рачунарски и борбени дар, намештајући снажне експлозије широм села. Када је Доктор схватио да да би победио Киберљуде мора да уништи цео ниво брода, наређује Нардолу да одведе сељане на сигурно на други спрат. Нардол то чини, несигуран да ли ће икада поново видети Доктора и знајући да ће се Киберљуди једног дана вратити да преобрате људску популацију. Лукас накратко понавља улогу у епизоди „Било двапут”, играјући Нардолов аватар направљен из Нардолових успомена у време његове смрти. Он грли Доктора и опрашта се од пријатеља кога чека регенерација. У роману Пола Корнела о овој причи, открива се да су Киберљуди престали да буду претња недуго пошто је Доктор отишао, а Нардол је доживео старост са неколико жена и деце.

## Кастинг и развој
У новембру 2015. године објављено је да ће се Мет Лукас појавити у епизоди „Мужеви Ривер Сонг” као гостујући лик по имену Нардол. Дана 14. јуна 2016. потврђено је да ће се Нардол вратити у божићном специјалу 2016. „Повратак Доктора Мистерија” као Докторов сапутник и да ће остати у овој улози у десетом серијалу до краја. Стивен Мофат је рекао да је Мет Лукас желео поново да игра Нардола и да је искористио прилику да врати Лукаса као члана главне глумачке поставе.
Лукас се вратио у божићном специјалу „Било двапут” 2017. године.